# Оппії (рід)
Оппії — знатний плебейський рід у Стародавньому Римі. Втім його представники не часто займали вищі магістратури. Вів своє походження з міста Теренцина, звідки пересилилися Оппії до Риму у V ст. до н. е. Мали прізвища Капітон, Салінатор, Корнецін, Сабін.

## Найвідоміші Оппії
- Оппія, весталка 480 року до н. е.
- Спурій Оппій Корнецін, децемвір 450 та 449 років до н. е.
- Марк Оппій, очільник плебеїв під час перебування їх на Священній горі у 449 році до н. е.
- Гай Оппій, народний трибун 449 року до н. е.
- Гай Оппій, народний трибун 215 року до н. е., автор закону, що обмежував права жінок щодо спадкоємництва майна
- Гай Оппій, префект Риму у 201 році до н. е.
- Луцій Оппій Салінатор, народний трибун 197 року до н. е.
- Марк Оппій Капітон, претор 41 року до н. е., прихильник Марка Антонія.
- Спурій Оппій, -консул-суффект 43 року.
- Гай Оппій Сабін, консул 84 та 85 років, намісник провінції Мезія.